# Fritz Strassmann
Friedrich Wilhelm (Fritz) Strassmann (Boppard, 22 februari 1902 – Mainz, 22 april 1980) was een Duits scheikundige. In 1938 identificeerde hij samen met Otto Hahn het element barium in het residu dat ontstond na uranium te hebben gebombardeerd met langzame neutronen en wat later werd geïnterpreteerd als kernsplijting.

## Biografie
Strassmann was de jongste van negen kinderen van griffier Richard Strassmann en Julie Bernsmann. Hij bezocht de basisschool in Keulen en Düsseldorf. Tijdens de middelbare school (Düsseldorf Oberrealschule) raakte hij geïnteresseerd in de scheikunde. Wegens het overlijden van zijn vader in 1920 en door de slechte economische vooruitzichten ging hij niet naar de universiteit, maar naar de Technische Hogeschool Hannover voor een studie scheikunde. Om in zijn onderhoud te voorzien werkte hij als privédocent. Hij promoveerde in 1929 op werk over de oplosbaarheid van joodgas in kooldioxide. Aansluitend werkte hij bij het Kaiser Wilhelm Institut für Chemie in Berlin-Dahlem.
In 1933 verliet hij het Gesellschaft Deutscher Chemiker (Genootschap van Duitse Scheikundigen) uit onvrede toen het onderdeel werd van een nazi-gecontroleerde publieke organisatie. Het gevolg was dat hij op een zwarte lijst kwam te staan. Voor half geld kon hij assistent worden op de afdeling Radioactiviteit bij Otto Hahn en Lise Meitner.
Gedurende de oorlog verborgen hij en zijn vrouw Maria Heckter Strassmann voor maanden een joodse vriend in hun woning, waarbij ze zichzelf en hun drie jaar oude zoon in groot gevaar brachten. Voor deze daad werd Strassmann door de leiding van Yad Vashem erkend als Rechtvaardige onder de Volkeren.
Na de oorlog kreeg hij in 1946 de leerstoel anorganische en nucleaire scheikunde aangeboden aan de universiteit van Mainz. Daarnaast werd hij in 1948 directeur van het pas opgerichte Max Planck-Instituut voor de Scheikunde. Later was hij ook betrokken bij de oprichting van het Instituut van Nucleaire Scheikunde.

## Kernsplijting
Strassmanns expertise in de analytische scheikunde werd door Hahn en Meitner aangewend in hun onderzoek naar transuranen, elementen die ontstaan door uranium te bombarderen met neutronen om zo nog zwaardere elementen te creëren. Tegen de verwachtingen in ontdekten ze dat er juist lichtere elementen ontstonden. Uit de ontstane residuen werd het (lichtere) element barium geïsoleerd en geïdentificeerd. De verklaring voor de vorming van zo een groot fragment was dat de aangeslagen uraniumkern was uiteengevallen in ongeveer gelijke radioactieve elementen.
Hahn schreef over zijn ontdekking naar Meitner, die in juli dat jaar fascistisch Duitsland was ontvlucht wegens haar joodse afkomst en zich op dat moment in ballingschap in Zweden bevond. Meitner was even verbaasd over het resultaat en besprak het met haar neef en natuurkundige Otto Frisch. Meitner en Frisch concludeerden hieruit dat het element barium moest zijn ontstaan als gevolg van splijting van de uraniumkern. Op 13 januari 1939 bevestigde Frisch dit experimenteel.
Voor de ontdekking van kernsplijting ontving Hahn in 1944 de Nobelprijs voor de Scheikunde.

## Erkenning
In 1966 ontving Strassmann samen met Hahn en Meitner uit handen van de Amerikaanse president Lyndon B. Johnson de Enrico Fermi-prijs. Ook werd er een planetoïde naar hem vernoemd: 19136 Strassmann.